# ベイシンストーク・タウンFC
ベイジングストーク・タウン・フットボール・クラブ（Basingstoke Town Football Club）は、イングランド・ハンプシャー州ベイジングストークを本拠地とするサッカークラブチームである。2021-2022シーズンはイスミアンリーグ・サウスセントラルディヴィジョン（8部相当）に所属。

## クラブ各種記録
一試合最多観客動員数
- 5,085人 vs ウィコム・ワンダラーズ FAカップ予備予選1回戦 1997.11

一試合最多得点勝利試合
- 10-0 vs チチェスター・シティ サウザンリーグ 1979

一試合最多失点敗戦試合
- 0-8 vs アイルズベリー・ユナイテッド サウザンリーグ 1998.12

## タイトル

### 国内タイトル
- ハンプシャーリーグ・ノースディヴィジョン:2回

1912-1913,1919-1920
- ハンプシャーリーグ・ディヴィジョン1:3回

1967-1968,1968-1969,1970-1971
- サウザンリーグ・サウザンディヴィジョン:1回

1984-1985
- イスミアンリーグ・ファーストディヴィジョン:2回

1988-1989,1996-1997
- ハンプシャー・シニアカップ:3回

1970-1971,1989-1990,1995-1996

### 国際タイトル
- なし

## 歴代所属選手
- デビッド・プラット 2009-2012
- サイモン・ムーア 2010-2011